# 681 (numero)
Seicentottantuno (681) è il numero naturale dopo il 680 e prima del 682.

## Proprietà matematiche
- È un numero dispari.
- È un numero composto con 4 divisori: 1, 3, 227, 681. Poiché la somma dei suoi divisori (escluso il numero stesso) è 231 < 681 è un numero difettivo.
- È un numero semiprimo.
- È un numero pentagonale centrato.
- È un numero palindromo nel sistema di numerazione posizionale a base 20 (1E1).
- È un numero 47-gonale e un numero 228-gonale.
- È parte delle terne pitagoriche (681, 908, 1135), (681, 25760, 25769), (681, 77292, 77295), (681, 231880, 231881).
- È un numero colombiano nel sistema numerico decimale.

## Astronomia
- 681 Gorgo è un asteroide della fascia principale del sistema solare.
- NGC 681 è una galassia spirale della costellazione della Balena.

## Astronautica
- Cosmos 681 è un satellite artificiale russo.